# Hæmofili
Hæmofili (blødersyge) er en medfødt, arvelig sygdom, hvor blodet ikke koagulerer normalt. 

## Årsag
Hæmofili skyldes en nedsat koncentration af koagulationsfaktor, hvilket giver en variabelt nedsat hæmostase (blodstørkning).  Denne artikel handler om medfødt hæmofili.

## Inddeling
1.  Sygdommen inddeles i hæmofili A, hvor der er nedsat koncentration af koagulationsfaktor VIII (8) og hæmofili B, hvor der er nedsat koncentration af koagulationsfaktor IX (9).  
2.  Endvidere inddeles hæmofili i let, middel og svær hæmofili.
3.  Sygdommen opdeles også i medfødt (denne artikel) og erhvervet hæmofili.

## Arvegang
Sygdommen skyldes en mutation på X-kromosomet og følger kønsbunden arvegang, hvilket vil sige at sygdommen normalt kun rammer mænd, og kun i meget sjældne tilfælde vil kunne optræde hos kvinder. 
ca 70% af hæmofilipatienter har arvet sygdommen fra deres mor, og de øvrige 30% har fået sygdommen som en spontan mutation.

## Sygdommen
Sygdommen fører til blødninger i specielt leddene. Efter flere blødninger i samme led er der risiko for udvikling af et "target-joint" og dermed for varig ledskade og bevægeindskrænkning.  Blødninger optræder også i muskler, hvor der  udvikles en såkaldt "pseudotumor". Ved svær hæmofili kan patienten få livstruende blødninger i alle organsystemer.  Bl.a. kan patienterne få spontane livstruende hjerneblødninger. Patienter med svær hæmofili uden adgang til substitutionsbehandling vil normalt have stærkt nedsat overlevelse.

## Behandling
Sygdommen behandles ved at give patienten den relevante koagulationsfaktor (substitutionsbehandling), enten faktor VIII eller faktor IX. Behandlingen gives intravenøst. Faktorprodukter udvindes enten af blodplasma eller fremstilles ved rekombinant teknologi. I dag tilbydes patienter med svær og middelsvær blødersygdom profylaktisk behandling fra indtræden af de første 2-3 blødningsepisoder i samme led og derefter som minimum gennem hele opvæksten. Ca 30-40% af blødere udvikler antistoffer mod koagulationsfaktor, som dog hos en del patienter vil forsvinde spontant. Denne komplikation kaldes hæmofili med inhibitordannelse. Disse patienter behandles ved blødning ved hjælp af rekombinant Faktor VII (NovoSeven(R)) eller plasmaderiveret faktor VIII (Kaldet Feiba(R)). Inhibitordannelsen kan i mange tilfælde fjernes varigt ved behandling med et længerevarende højdosisregime med den manglende faktor (immuntoleranceinduktion).